# Nina Müller
Nina Christin Müller (* 14. November 1980 in Bremen; geborene Nina Christin Wörz) ist eine deutsche Handballspielerin.

## Vereinskarriere
Die 1,80 m große Rückraumspielerin stand ab 2006 beim dänischen Erstligisten Randers HK unter Vertrag. Ab dem Sommer 2012 lief sie für den slowenischen Verein RK Krim auf. In der Saison 2014/15 spielte sie beim ungarischen Erstligisten Siófok KC. Ab 2015 bis 2018 stand sie beim deutschen Verein SG BBM Bietigheim unter Vertrag. Anschließend kehrte sie zu Randers HK zurück. Ihr Vertrag wurde im Dezember 2018 in beiderseitigem Einvernehmen aufgelöst. Im Januar unterschrieb sie einen Vertrag beim deutschen Bundesligisten Thüringer HC. Seit der Saison 2019/20 läuft Müller für den Zweitligisten Füchse Berlin auf.

## Nationalmannschaft
Für die deutsche Nationalmannschaft absolvierte Müller 197 Spiele (411 Tore), ihr Länderspieldebüt hatte sie am 19. Februar 1999 in Marpingen gegen Polen. Sie stand im Aufgebot der deutschen Nationalmannschaft für die Handball-Weltmeisterschaft der Frauen 2009 in China, wo man den 7. Platz erreichte.

## Erfolge
- Slowenische Meisterin 2013, 2014
- Slowenische Pokalsiegerin 2013, 2014
- Champions-League Halbfinale 2013
- Dänische Meisterin 2012
- Deutsche Meisterin 2002, 2006, 2017
- DHB-Pokalsiegerin 2006, 2019
- EHF-Pokal 2010
- 3. Platz Weltmeisterschaft 2007
- 4. Platz Europameisterschaft 2008
- Teilnahme Olympische Spiele 2008 in Peking

## Privates
Müller machte ihr Abitur und studierte Journalistik. Sie ist liiert mit der ebenfalls Handball spielenden Susann Müller.